# Liming Yue
Liming Yue (Xiangtan, 4 aprile 1964) è un artista marziale cinese.
Maestro di taijiquan, è il detentore del lignaggio di 12ª generazione del Chen-style taijiquan. I suoi maestri sono stati il Granmaestro Chen Zhenglei ed il granmaestro Kongjie Gou.

## Biografia
Il Granmaestro Liming Yue inizia gli studi delle arti marziali dello stile Shaolin da bambino, in Cina, nel 1972. Nel 1983 sbalordito dall'abilità dei giovani studenti del famoso villaggio di Chenjiagou (Chenjiagou, 陳家溝), provincia di Henan, incomincia il suo percorso da studente per avvicinarsi a questo stile interno, attraverso lo studio dello Stile Chen ortodosso, sotto la guida dei maestri Chen dell'undicesima generazione nello stesso villaggio.
Viene accettato come discepolo dal Granmaestro Chen Zhenglei nel 1998, e riceve il grado: 7º Duan Wei Grandmaster dalla China National Wushu Association nel 2004.
Studia per diversi anni l'arte interna del Qigong con i migliori maestri del monastero della montagna di Nanyue e del monastero sito nel parco della foresta di Zhangjiajie.
Il Granmaestro Liming Yue nel 1995 si trasferisce in Inghilterra dove fonda il centro Chen Style Tai Chi Centre a Manchester, Inghilterra. 
Qui diventa capo giuria nelle competizioni Internazionali per la Taichi Union per la Gran Bretannia e vice presidente onorario della stessa.
Quale attività collaterale al lavoro di sviluppo ed insegnamento presso il "Chen Style Tai Chi Centre", il GM Liming Yue insegna il Tai Chi anche presso "Age Concern" una Organizzazione che lavora con e per le persone della terza età, con "The Workers Education Association", la più grande associazione inglese per il volontariato e l'insegnamento, per moltissime Società private e come docente presso l'Università di Salford e l'Università Medica di Leeds, collabora con la Western Oregon University, l'Istituto di Medicina Cinese a Londra e la Caledonian University a Glasgow.
Secondo i canoni della tradizione Cinese il Granmaestro Liming Yue è il Top 18 dei discepoli del Granmaestro Chen Zhenglei dal 2008 ed il No.1 dei discepoli del Granmaestro Kongjie Gou dal 1993.

## Contributi al Taijiquan stile Chen
Il Granmaestro Yue ha creato due versioni brevi della forma laojia; la forma 11 e la forma 11 con ventaglio.
È autore insieme al Granmaestro Chen Zhenglei di due importanti libri sul Taichi ed ha realizzato diversi DVD didattici e Video per istruttori. In Italia esamina personalmente gli istruttori che si diplomano presso l'AICS Associazione Italiana Cultura e Sport..
Dal suo arrivo in Europa ha aiutato decine di istruttori in Inghilterra, Spagna, Portogallo, Irlanda, Grecia ed Italia a comprendere profondamente gli insegnamenti del Taichi stile Chen, garantendo l'apertura di numerose scuole in tutto il territorio Europeo.

Ha ricevuto il prestigioso titolo di World Tai Chi Promotion Ambassador dal villaggio di Chenjiagou e dalle autorità governative Cinesei nel 2009
, per il suo prezioso contributo al Taichi stile Chen.